# Bromyrtjärnen (Malå socken, Lappland, 724019-163946)
Bromyrtjärnen är en sjö i Malå kommun i Lappland och ingår i Skellefteälvens huvudavrinningsområde.